# You Can't Hurry Love
Pour le film, voir You Can't Hurry Love (film).
Singles de The Supremes
Love Is Like an Itching in My Heart
(1966) You Keep Me Hangin' On
(1966)
You Can't Hurry Love est une chanson composée par le trio d'auteurs compositeurs américains Holland–Dozier–Holland pour le groupe The Supremes (à l'époque Diana Ross, Mary Wilson et Marlene Barrow) et sortie en 1966 comme single sur le label Motown, elle est restée l'un des plus grands succès du groupe.
Elle est reprise notamment en 1972 par Claude François sous le titre Une fille et des fleurs, puis par Phil Collins en 1982, ainsi que par Garou en 2019.

## Histoire
La chanson, un souvenir des mots d'encouragement d'une mère ("Ma maman a dit 'tu ne peux pas presser l'amour/Non tu dois juste attendre'") disant à sa fille qu'avec de la patience elle trouvera quelqu'un de spécial un jour. C'est un exemple de la forte influence de la musique gospel présente dans une grande partie du R&B et de la musique soul. "You Can't Hurry Love" a d'ailleurs été inspiré et partiellement basé sur "(You Can't Hurry God) He's Right on Time", ("You can't hurry God/you just have to wait/Trust him and give him time/no matter how long it takes»), une chanson gospel des années 1950 écrite par Dorothy Love Coates des Original Gospel Harmonettes.
La version enregistrée de "You Can't Hurry Love" présente le son en développement des Supremes, qui progressaient de leur première teen-pop vers des thèmes et des arrangements musicaux plus matures. Cette chanson et "You Keep Me Hangin' On" ont été finis ensemble; quand est venu le temps de choisir quel single serait publié en premier, le département de contrôle qualité de Motown a choisi "You Can't Hurry Love".
Écrit et produit par la principale équipe de production de Motown, Holland-Dozier-Holland, "You Can't Hurry Love" est l'une des chansons emblématiques des Supremes, ainsi que l'une des sorties représentatives de Motown. Billboard a décrit le single comme "le côté le plus excitant du groupe à ce jour" avec "le top vocal" et "un soutien instrumental exceptionnel". - pour développer un jeu de donnant-donnant."
Le single est devenu le septième hit numéro un des Supremes, en tête du classement des singles Billboard Hot 100 pendant deux semaines, du 4 septembre 1966 au 17 septembre 1966, et en atteignant le numéro un du classement soul pendant deux semaines. Le groupe a interprété la chanson dans l'émission de variétés CBS The Ed Sullivan Show le dimanche 25 septembre 1966.
"You Can't Hurry Love" était le deuxième single de l'album The Supremes A' Go-Go des Supremes. Il a atteint la première place du classement pop Billboard Hot 100 aux États-Unis et la troisième au Royaume-Uni. La version de la chanson des Supremes est honorée par son inclusion dans la collection permanente du Rock and Roll Hall of Fame de "500 chansons qui ont façonné le rock and roll".
Les Supremes ont également sorti une version chantée en italien: "L'amore verrà" ("Love Will Come").

## Version de Diana Ross

### Personnel
- Chant : Diana Ross
- Chœurs : Mary Wilson et Marlene Barrow
- Instrumentation par the Funk Brothers[1]
  - Earl Van Dyke : piano
  - Robert White : guitare
  - James Jamerson : basse
  - Benny Benjamin : batterie
  - Jack Ashford : tambourin

## Phil Collinsreprend la chanson
La reprise la plus notable de la chanson est sortie en novembre 1982 en tant que single de Phil Collins, tiré de son deuxième album solo, Hello, I Must Be Going! La version de Collins a atteint le numéro un sur le "UK Singles Chart" pendant deux semaines en janvier 1983 (devenant son premier succès solo numéro un dans le UK Singles Chart et culminant deux positions plus haut que la chanson originale dans ce pays), et atteint le numéro 10 aux États-Unis (son premier single dans le top 10 aux États-Unis). Le single a été certifié or au Royaume-Uni. Les cordes de la chanson ont été enregistrées au Studio 1 des studios d'enregistrement CBS à Londres W1 par l'ingénieur du son Mike Ross-Trevor (assisté de Richard Hollywood) le soir du jeudi 24 juin 1982. La reprise de Collins était à la fois virtuose et en même temps, un vaillant effort de performance du chanteur le plus populaire à ce jour, et donc considérablement son travail révolutionnaire en tant qu'artiste solo.
Collins a déclaré que ; "L'idée de reprendre You Can't Hurry Love était de voir si Hugh Padgham et moi pouvions reproduire ce son des années 1960. C'est très difficile aujourd'hui car la plupart des installations d'enregistrement sont tellement plus sophistiquées qu'elles ne l'étaient à l'époque. C'était donc plus difficile de faire sonner la batterie aussi naturellement que sur l'original. C'est ce que nous recherchions, un hommage, pas une interprétation, mais bien un hommage".
En 1983, le vidéo-clip est sorti sur la chaîne personnelle Phil Collins, disponible sur Video Home System (VHS) et LaserDisc (LD), et a reçu une nomination aux Grammy Awards pour la meilleure vidéo, forme courte. La vidéo elle-même était également le premier morceau présenté sur la première compilation VHS de Now: That's What I Call Music.

## Version de Phil Collins

### Personnel
- Phil Collins : Chant, batterie et tambourin
- Daryl Stuermer : guitare
- John Giblin : basse
- J. Peter Robinson : piano, glockenspiel et vibraphone
- Cordes arrangées et dirigées par Martyn Ford
- Le Mountain Fjord Orchestra : cordes

## Reprises
Elle a été plusieurs fois reprise :
- Les Surfs en 1967 en italien sous le titre L'Amore Verrà, ce titre est sorti en single
- Claude François en 1972 sous le titre Une fille et des fleurs
- La chanson a été incluse comme face B du single Rock this Town du groupe de rockabilly américain Stray Cats  en 1981. Le single a atteint le top 10 au Royaume-Uni et dans divers pays européens tels que l'Irlande, la France, la Belgique, l'Allemagne, la Finlande, les Pays-Bas, ainsi qu'en Australie et au Japon, ce qui a contribué à la popularité de la chanson.
- Cette chanson a été reprise par Melanie Safka en 1975 et sortie sur son album "Sunsets and Other Beginnings"
- La version studio de Phil Seymour en 1979 était l'une des préférées de KROQ. Une version alternative est apparue sur l'album 2017 d'Ace Records "Phil Seymour ~ Prince Of Power Pop".
- Une version "punk" de D.L. Byron apparaît dans la bande originale du film de 1980 Times Square
- La chanson a été reprise par les Dixie Chicks dans la bande originale du film de 1999 Runaway Bride. Leur version a culminé au numéro 60 du palmarès  Billboard   Hot Country Singles & Tracks.
- Hi-Standard en 2016
- En 2019, la chanson a été reprise par Rafael de La Fuente et Elizabeth Gillies dans un épisode musical de la série télévisée Dynasty.
- Garou en 2019 sur l'album Soul City
- Youn Sun Nah sur son album de 2019 Immersion
- Ashleigh Murray dans la série télévisée Katy Keene en 2020[2]
- Le groupe hommage allemand Still Collins, formé en 1995, incorpore régulièrement la chanson dans son répertoire de concert[3],[4]. Elle figure également sur ses albums Live - But Seriously! (2001)[5] et The very Best of Phil Collins & Genesis Live (A tribute concert event) (2016)[6]

## Dans la culture
- 2014 : Pas son genre de Lucas Belvaux - bande originale (source : générique)
- 2018 : Sale temps à l'hôtel El Royale de Drew Goddard